# تنکویه سفلی
تنگویه سفلی، روستایی از توابع بخش افزر شهرستان قیر و کارزین در استان فارس ایران است.این روستا واقع بین روستای تنگ علیا ومزری پهن قرار دارد ودرامد این روستا از راه کشاورزی می باشد وتنها روستای این دهستان است که آب رود خانه ان در تمام سال جاری است .
در این روستا نخلستان های زیادی واقع شده است که در میان این نخل ها یک امام زاده وجود داره که مردم این روستا بسیار زیاد له این امام زاده اعتقاد دارند که نام این امام زاده،امام زاده صادق می باشد.
مردم این عصر این روستا معجزه های نیز از این امام زاده دیده اند از قبیل فرزند دار کردن یک خانواده که دکتور ها به آنها گفته بودن دیگر دارای فرزند نمی شوند اما بعد از دعا کردن در این امام زاده دارای فرزند دو قلو شدن ویا چوپانی که از امام زاده پول برداشته بود وبعد از برداشتن پول دید که حیوان هایش که کنار امام زاده خوابیده بود دیگر بلند نمی شود...

## جمعیت
این روستا در دهستان زاخرویه قرار دارد و براساس سرشماری مرکز آمار ایران در سال 1399، جمعیت آن 300 نفر (60خانوار) بوده‌است.